# Laid to Rest (canción)
«Laid to Rest» —en español: «Sepultado»— es una canción de la banda de groove metal Lamb Of God de su cuarto álbum, Ashes of the Wake. Fue el primer single del álbum, y un video musical fue hecho para él.
La canción está destinada a ser una narración en primera persona de un asesinato, la víctima, que frecuenta su asesino desde el más allá. Por otro lado, las letras también pueden tener una conexión con la guerra de Irak, como la mayoría de las canciones de Ashes of the Wake.

## Curiosidades
Se ofrece en los títulos de apertura de la película documental 2005 Metal: A Journey Headbangers.
Versión en el videojuego de música Guitar Hero II.
La grabación original aparece en los videojuegos 2.009 Guitar Hero: Smash Hits.
Es el contenido descargable para Rock Band, otra serie de videojuegos de música.
Se ofrece en videojuego musical Rock Band Unplugged.
Fue utilizado en la reciente comercial para el sitio web de la música popular Rhapsody.
- Datos: Q47516693